# Ceratobaeus io
Ceratobaeus io är en stekelart som beskrevs av Mikhail Vasilievich Kozlov 1979. Ceratobaeus io ingår i släktet Ceratobaeus och familjen Scelionidae. Inga underarter finns listade i Catalogue of Life.